# Baron Burden
Baron Burden, of Hazlebarrow in the County of Derby, ist ein erblicher britischer Adelstitel in der Peerage of the United Kingdom.
Der Titel wurde am 1. Februar 1950 dem Labour-Politiker Thomas Burden verliehen.
Aktueller Titelinhaber ist seit 1995 dessen Enkel als 3. Baron.

## Liste der Barone Burden (1950)
- Thomas Burden, 1. Baron Burden (1885–1970)
- Philip Burden, 2. Baron Burden (1916–1995)
- Andrew Burden, 3. Baron Burden (* 1959)

Voraussichtlicher Titelerbe (Heir Presumptive) ist der Bruder des aktuellen Titelinhabers, Hon. Fraser Burden (* 1964).